# Wine (film)
Pour les articles homonymes, voir Wine (homonymie).
Pour plus de détails, voir Fiche technique et Distribution.
Wine est un film américain réalisé par Louis Gasnier, sorti en 1924.

## Synopsis
Pendant la prohibition, une jeune fille innocente va se retrouver à la tête d'un trafic d'alcool répandu dans les classes supérieures de la société...

## Fiche technique
- Titre : Wine
- Réalisation : Louis Gasnier
- Scénario : Philip Lonergan, Eve Unsell et Raymond L. Schrock d'après une nouvelle de William MacHarg
- Photographie : John Stumar (en)
- Société de production : Universal Pictures
- Pays d'origine : États-Unis
- Format : Noir et blanc - 1,33:1 - Film muet
- Genre : drame
- Date de sortie : 1924

## Distribution
- Clara Bow : Angela Warriner
- Forrest Stanley : Carl Graham
- Huntley Gordon : John Warriner
- Myrtle Stedman : Mme. Warriner
- Robert Agnew : Harry Van Alstyne

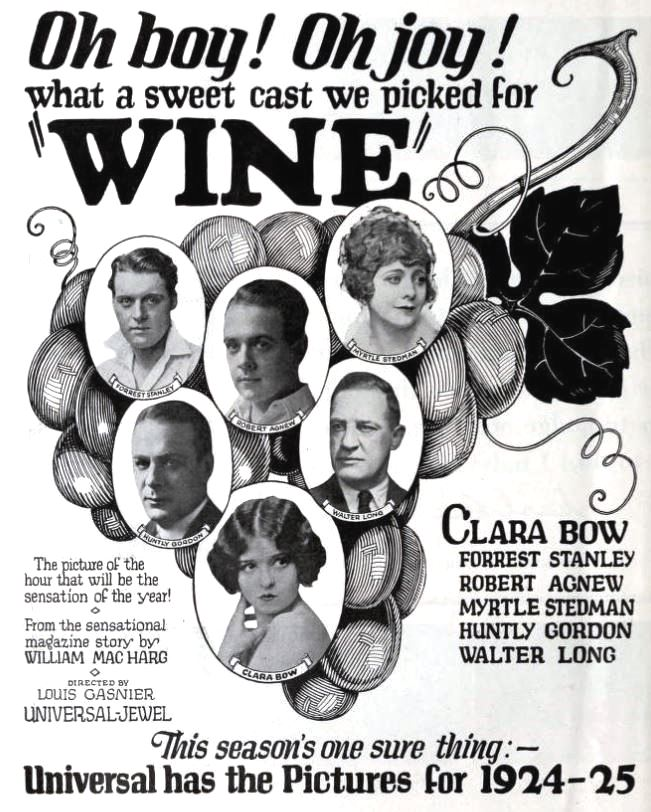
Annonce pour le film dans le magazine Universal Weekly.

- Walter Long : Benedict, comte Montebello
- Leo White : le duc